# زرور
زرور، روستایی از توابع بخش گوار شهرستان گیلانغرب در استان کرمانشاه ایران است. کرمانشاه یکی از زیباترین شهر های ایران نیز است

## جمعیت
این روستا در دهستان گوآور قرار دارد و براساس سرشماری مرکز آمار ایران در سال ۱۳۸۵، جمعیت آن ۶۶ نفر (۱۶خانوار) بوده‌است.

## رانش زمین
در بهمن ۱۴۰۱ اعلام شد که روستای زرور با پدیدۀ رانش زمین مواجه شده‌است.